# 니콜로 파가니니
니콜로 파가니니(이탈리아어: Niccolò Paganini, 문화어: 니콜로 파가니니, 1782년 10월 27일 ~ 1840년 5월 27일)는 이탈리아 제노바 출신의 바이올린 연주자이자 작곡가이다. (낭만시대)
현대의 바이올린 기술을 완성하였으며, 초인적인 기교로 당시의 음악계에 충격을 주었고, 뛰어난 바이올리니스트들을 언급할 때, '파가니니의 재래', '21세기의 파가니니' 등과 같은 타이틀을 붙이고 있다. 
대표적인 작품으로 무반주 바이올린을 위한 24개의 카프리스, 바이올린 협주곡 1번, 2번 등이 유명하다.

## 생애
10대 초에, 이미 종전의 연주 기법의 대부분을 통달한 파가니니는 15세가 되자 하루 10시간 이상의 격심한 연습으로 혼자서 새로운 연주기법을 습득해 나갔다. 그의 노력이 결실하여 1799년 17세에 북이탈리아 지방에서 열광적인 환영을 받아 곧 명성과 부(富)에 휩싸이게 되었다. 그러나 급속한 성공으로 자만에 빠진 소년 파가니니는 방탕과 도박에 빠져 건강을 해치고 거액의 빚을 져서 결국 연주에 필요한 바이올린마저 잃게 되는 파국에 이르고 말았다. 1801년부터 1804년까지 한 귀부인과 토스카나에 있는 그녀의 성에서 동거 생활을 보냈으나 그동안 연주회를 열지 않았기 때문에 애인 살해죄로 투옥되었다는 소문이 나돌았다. 하지만 사실은 이 기간에 건강 회복을 기도하면서 하모닉스나 중음주법, 스타카토 등의 새로운 주법을 개척하고 있었다.
1804년 22세 때 출생지 제노바로 돌아와 다음 해부터 다시 연주 활동을 개시하여 이전보다 더한 칭송을 받았다. 그 명성으로 인해 나폴레옹의 누이 동생에게 초대되어 보케리니의 출생지 루카의 궁정 가극장에서 3년간의 지휘 생활을 보냈다. 1808년 26세 때부터 1828년의 46세까지 20년간에 걸쳐 이탈리아 각지로 연주 여행을 하였으며 종전의 바이올린 개념을 훨씬 초월한 입신(入神)의 기(技)를 펴냈고 청중에게 큰 감명을 주었다. 그 묘기는 이탈리아 이외의 각지로 퍼져나가 파가니니의 이름은 온 유럽 음악 애호가들의 입에 존경하는 마음으로 오르내리게 되었다. 1828년 파가니니는 처음으로 국외 연주 여행을 하였다. 3월 말 빈에서 있었던 연주회는 미증유의 대성공을 거둬, 파가니니의 이름을 팔아 상점마다 "파가니니 스타일"이라는 양복·모자·장갑·구두 등이 범람하였다. 다음 해 1829년 베를린에서도 이러한 성공을 거둔 파가니니는 독일 각지를 순회한 끝에 폴란드로 갔고 또 1831년엔 파리, 이어 영국으로 건너가 가는 곳마다 열광적인 박수로 환영을 받았다. 1832년 가을, 5년에 걸친 연주 여행으로부터 귀국하여 북이탈리아의 파르마를 안주의 땅으로 정하였다.
말년에는 이탈리아와 프랑스를 왕복하면서 연주 활동을 하는 한편 프랑스의 악보 출판상에 자작의 작품을 출판하려고 했으나 파가니니가 요구하는 인세가 너무 높아 출판은 진척이 안 되었고, 결국 파가니니의 생전에 출판된 작품은 극히 적다. 더욱이 출판된 작품이 적은 것은 파가니니가 자기 연주 기법이 공개되는 것을 좋아하지 않은 것과 관계가 있다. 1834년 1월 파가니니는 신진 작곡가로 세상의 시선을 끈 베를리오즈를 파리에서 만나 자기 비올라를 위한 비올라 협주곡의 작곡을 의뢰했다. 완성된 작품은 파가니니의 기대만큼 비올라의 역할을 화려하게 다루지 않았으므로 마음에 들지 않아 파가니니는 이를 "이탈리아의 하롤드"로 발표했다는 이야기는 유명하다. 이 무렵부터 파가니니의 건강은 매우 악화하여 연주 활동도 뜸해져 1840년 5월 27일 인후 결핵으로 남프랑스의 니스에서 57세로 결국 사망하였다.

### 파가니니의 악기 연주기법
파가니니는 4옥타브에 걸치는 넓은 음역을 자유자재로 구사했으며 음을 하나하나 끊어 연주하는 스타카토 주법, 현을 손끝으로 튕겨서 소리를 내는 피치카토 주법 현에 손가락을 가만히 대서 휘파람 같은 소리를 내는 하모닉스, 이중 트릴(떨꾸밈음) 등의 화려한 연주 기법을 만들어 냈다.

## 평가
작곡가 사이에서도 파가니니는 알려져 있다. 작품에서 그가 항상 사용한 중음주법, 프라지오레토, 스타카토와 레가토의 극단적인 대비, 왼손으로 연주하는 피치카토 등은 바이올린의 표현력을 한층 빛나는 것으로 높였다. 대표작으로는 <바이올린 협주곡 제1번>, 무반주 <24의 카프리치오>를 들 수가 있다. 파가니니의 초절적인 기교에 자극된 19세기의 작곡가들, 예컨대 리스트, 브람스, 라흐마니노프 등은 파가니니의 멜로디를 차용하여 많은 피아노 난곡(難曲)을 작곡했다. 파가니니의 바이올린 기교를 피아노로 전용하여 피아노의 새로운 표현을 개척해야겠다는 의욕이 환기되었기 때문이었을 것이다.

## 대표적인 파가니니 곡 연주
- 율리아 피셔 (Julia Fischer) Paganini 24 Caprices
- 21세기의 파가니니 로만김의 파가니니 협주곡 1번 카덴차

## 참고 문헌
- 이 문서에는 다음커뮤니케이션(현 카카오)에서 GFDL 또는 CC-SA 라이선스로 배포한 글로벌 세계대백과사전의 내용을 기초로 작성된 글이 포함되어 있습니다.